# Volt egyszer egy Vadnyugat
A Volt egyszer egy Vadnyugat (eredeti cím olaszul: C’era una volta il West / angolul: Once Upon a Time in the West / spanyolul: Hasta que llegó su hora) 1968-ban bemutatott színes olasz–spanyol–amerikai spagettiwestern. Sergio Leone alkotása eleinte, főleg az Amerikai Egyesült Államokban nem volt sikeres (ez Leone westernjeire általában igaz, hiszen lerombolta a romantikus Vadnyugat-kultuszt, miután megmutatta annak realisztikus, erőszakos oldalát), de az évek folyamán igazi klasszikus vált belőle, az egyetemes filmtörténet egyik legjelentősebb alkotása. 
A spagettiwesternek közé sorolt Volt egyszer egy Vadnyugat a műfaj egyik megkoronázásának számít, és Leone A Jó, a Rossz és a Csúf című filmje mellett a legjobb vadnyugati filmnek tartják szerte a világon. A négy főszereplő (Henry Fonda, Charles Bronson, Jason Robards és Claudia Cardinale) addigi szerepeitől merőben eltérő figurákat játszott: különösen Fonda okozott meglepetést a kegyetlen bandita, Frank megformálásával. Az Ennio Morricone által komponált filmzene a filmtől függetlenül is örökzöldnek számít. A Volt egyszer egy Vadnyugat Leone Amerika-trilógiájának nyitódarabja. Tematikai folytatásai az Egy marék dinamit (1971) és a Volt egyszer egy Amerika (1984) c. filmek.
Az olasz vadnyugati film (és az egész westernműfaj) a Volt egyszer egy Vadnyugattal érte el tetőpontját. Az azt követően készült westernfilmek némelyike még több-kevesebb sikert aratott, az 1976-ban készült Keoma klasszikussá vált, de ezután már egy spagettiwestern sem tudott valódi megbecsülést kivívni magának.

## Cselekmény
A film két konfliktust ábrázol, amelyek Flagstone-ban, egy vadnyugati városkában zajlanak. Az egyik a vasútépítéshez kapcsolódó területi harc, a másik egy hidegvérű gyilkos elleni bosszú. A területi harc Sweetwater tulajdonjogáért folyik, a városka melletti sivatagos területért, ahol a környék egyetlen vízforrása található. A területet Brett McBain vásárolta meg, aki már előre sejtette, hogy a vasútnak mindenképpen ott kell elhaladnia, mert a gőzmozdonyok működéséhez víz kell. Amikor Morton, a félig lebénult vasútmágnás ezt megtudja, elküldi az ilyen piszkos munkákra tartott Franket, hogy ijesszen rá McBainre, hogy az elköltözzön a területről. Ehelyett azonban Frank megöli McBaint és három gyermekét és Cheyenne bandájára utaló hamis nyomot hagy a helyszínen. Eközben egy egykori prostituált érkezik New Orleansból, akiről kiderül, hogy egy hónapja McBain felesége, tehát ő a terület új tulajdonosa.
A film elején feltűnik egy rejtélyes szájharmonikázó fegyveres, akinek Cheyenne később a Harmonica nevet adja. Harmonica lelövi mind a három fegyverest, akiket Frank küldött, hogy megöljék őt a vasútállomáson. Egy fogadóban a Sweetwaterhez vezető úton, ahol éppen ott van McBain özvegye is, Harmonica elmondja Cheyenne-nek, hogy a három fegyveres a vasútállomáson a hosszú köpenyben pont úgy nézett ki, mintha Cheyenne emberei lennének. Úgy tűnik, hogy mindkét férfi érdeklődését felkelti az özvegy. Harmonica később elmondja az özvegynek, hogy az adásvételi szerződés záradéka szerint elveszíti a területet, ha a vasútállomás nem épül meg addig, amikorra a vasút eléri Sweetwatert, így Cheyenne arra utasítja az embereit, hogy kezdjék meg az állomás felépítését.
Noha Morton meg akarna egyezni az özveggyel a területről, de Frank emiatt ellene fordul, és az embereivel fogva tartja a mágnást a magánvonatán. Az özvegy ekkor úgy menti meg az életét, hogy hagyja: Frank kedvét lelje benne, valamint árverésre bocsátja a területet, ahol Frank emberei letörik az árat a licitálók megfélemlítésével. Harmonica áthúzza azonban Frank számítását, amikor beállít Cheyenne-nel és a banditára kitűzött vérdíjjal licitál. Ezután Cheyenne-t Yuma város börtönébe szállítják vonattal, azonban két embere is felül a vonatra, hogy újfent megszöktessék.
A vasútmágnás közben lefizeti őreit, hogy azok Frank ellen forduljanak. Harmonica azonban segít Franknek, hogy kivédje a merényletet. Frank visszatér a vonathoz, és látja, hogy lefizetett embereit a Cheyenne banda megölte, Morton pedig egy pocsolya felé kúszva haldoklik. Ezután Frank Sweetwaterbe megy, hogy végre leszámoljon Harmonicával. Frank hiába kérdezi tőle, hogy ki ő, minden alkalommal csak olyan emberek nevével válaszol, akik életben voltak, mielőtt ismerkedtek Frankkel. Végül Harmonica azt mondja, hogy csak a halál pillanatában fedi fel, hogy ki ő valójában ("only at the point of dying").
Amikor a két férfi párbajra készül, Harmonicát egy emlékképben látjuk viszont. Ebben Frank egy fiatal fiút arra kényszerít, hogy bátyját a vállán tartsa, miközben a férfi nyakára kötelet hurkoltak. Ahogy a fiú küzd, hogy megtartsa testvérének súlyát, Frank egy harmonikát erőltet a ziháló fiú szájába. Közben az idősebb testvér elátkozza Franket és a fiú (akiből lett felnőttként Harmonica) a földre omlik. A párbaj után Harmonica hangszerét a haldokló Frank szájába teszi, felfedve ezzel kilétét.
Az özvegy felügyeli az építkezést, Harmonica és Cheyenne elbúcsúznak tőle. A két férfi elindul, majd Cheyenne összeesik, mert korábban Morton halálosan megsebesítette a vonatnál, amit eddig eltitkolt. Harmonica ellovagol, elviszi magával Cheyenne holttestét, közben befut az állomásra az első vonat a vasútépítő munkásokkal, akiknek az özvegy friss vizet oszt.

## Szereplők
| Szereplő                      | Színész           | Magyar hang               | Magyar hang               |
| Szereplő                      | Színész           | 1. magyar változat (1982) | 2. magyar változat (2016) |
| ----------------------------- | ----------------- | ------------------------- | ------------------------- |
| Frank                         | Henry Fonda       | Sinkovits Imre            | Reviczky Gábor            |
| Jill McBain                   | Claudia Cardinale | Hámori Ildikó             | Kéri Kitty                |
| Cheyenne                      | Jason Robards     | Kristóf Tibor             | Gáspár Sándor             |
| Harmonika                     | Charles Bronson   | Szersén Gyula             | Fekete Ernő               |
| Morton                        | Gabriele Ferzetti | Velenczey István          | Csankó Zoltán             |
| Sam                           | Paolo Stoppa      | Képessy József            | Gyürki István             |
| Stony, Frank bandájának tagja | Woody Strode      | Szabó Ottó                |                           |
| Snaky, Frank bandájának tagja | Jack Elam         | Surányi Imre              | Varga Tamás               |
| Seriff                        | Keenan Wynn       | Tyll Attila               | Szélyes Imre              |
| Brett McBain                  | Frank Wolff       | Makay Sándor              | Háda János                |
| Csapos                        | Lionel Stander    | Szatmári István           | Papp János                |
| Wobbles                       | Marco Zuanelli    | Vajda László              | Mészáros Máté             |
| Maureen McBain                | Marilù Carteny    | Málnai Zsuzsa             | Nagy Blanka               |
| Timmy McBain                  | Enzo Santaniello  | Szikszai Attila           | Pál Dániel                |
| Patrick McBain                | Stefano Imparato  | Felföldi László           | Timon Barna               |
| Állomásfőnök                  | Antonio Palombi   | Komlós András             | Forgács Gábor             |

## Így készült a film

### Az ötlettől a forgatókönyvig
Sergio Leone híres „dollár-trilógiá”-ja – Egy maréknyi dollárért (1964), Pár dollárral többért (1965), A Jó, a Rossz és a Csúf (1966) – után Harry Grey önéletrajzi regényét, a The Hoodsot szerette volna megfilmesíteni, amely egy zsidó származású fiatalember felemelkedéséről szólt az amerikai szesztilalom idején. Trilógiája azonban annyira divatba hozta a westerneket, hogy a producerek elzárkóztak a tervtől, és azt mondták, csináljon inkább még egy vadnyugati filmet. A United Artists (a dollár-trilógia egyik támogatója) Charlton Heston, Kirk Douglas és Rock Hudson szerepeltetését javasolta, Leone azonban elutasította az ajánlatot. A Paramount Pictures nagyvonalú költségvetést ajánlott, és egyik nagy sztárját, Henry Fondát, ám e cég illetékesei is ragaszkodtak a westernhez. Leone ezt a javaslatot már elfogadta, mert Fondával nagyon szeretett volna együtt dolgozni. Egy új trilógiát tervezett, ami az Egyesült Államok történelmét dolgozza fel. Ennek nyitódarabjául a Volt egyszer egy Vadnyugatot szánta: a cím volt meg legelőször. 
Leone A jó a rossz, és a csúf premierjén találkozott a fiatal Bernardo Bertoluccival, aki a Forradalom előtt (1964) című játékfilmje óta nem talált támogatókat újabb témáihoz. Hosszasan elbeszélgetett ifjú kollégájával, végül felkérte őt, hogy vegyen részt a Volt egyszer egy Vadnyugat forgatókönyvének megírásában. A munkába Dario Argento filmkritikust is bevonták. A három rendező 1967 tavaszán látott munkához. Ennek szerves részét képezte az olyan klasszikus amerikai westernek megtekintése, mint például Az üldözők (1956), a Shane (1953), a Johnny Guitar (1954), A hét mesterlövész (1960), a Délidő (1952) és a The Iron Horse (1924). Leone ismét férfi főszereplőkben gondolkodott, Bertolucci viszont azt javasolta, hogy az egyik főszereplő legyen nő. Leone eleinte nem lelkesedett az ötletért, végül hagyta magát meggyőzni. Így született meg Jill McBain figurája, az első, valóban összetett nőalak Leone westernjeiben: a Mester korábbi munkáiban ugyanis a nők két szélsőséget képviseltek, vagy romlottak voltak, vagy angyalok. A férfi figurák kidolgozása könnyebben ment, hiszen ebben Leonénak gazdag tapasztalatai voltak. 
Sergio Donati és Leone írták meg a végső forgatókönyvet, amelyben szinte alig volt párbeszéd, annál több technikai utasítás a kamera helyzetéről és mozgásáról. Donati nevéhez fűződik a film számos emlékezetes mondata, illetve a forgatókönyv meghúzása, hogy a készülő film a nézhetőség időtartamán belül maradjon. E munka egy része már a forgatás megkezdése után zajlott, és leforgatott jeleneteket is érintett. Így például Donati javaslatára kimaradt a film elejéről az a leforgatott jelenet, melyben Harmonikát megveri a seriff. A film néhány későbbi jelenetében azonban Harmonika arcán sebhely látható: a sebesülést a kivágott epizódban szerezte. Az angol nyelvű szövegeket Mickey Knox írta.

### A szereposztás
A film hatása érdekében Leonénak különleges elképzelései voltak a szereposztásról: a nézői beidegződésekkel kívánt játszadozni. Frank szerepére például nem tudott mást elképzelni, mint Henry Fondát. Kulcsfontosságúnak tartotta azt a jelenetet, amelyben a McBain család lemészárlása után a kamera megmutatja a gyilkos arcát, és a közönség a „Nemes Szívű Amerikai” megtestesítőjeként megszeretett színészlegenda, Henry Fonda kék szemeit pillantja meg. A sztárnak nem nagyon tetszett a Leone által felvázolt imázsmódosítás, de szerencsére nem utasította el a rendezőt. Leone levetítette a színésznek a dollár-trilógiát. A jó, a rossz és a csúf egyik főszerepét Fonda jó barátja, Eli Wallach játszotta. A férfi felhívta a kollégáját, és Wallach azt tanácsolta neki, hogy ne szalassza el azt a lehetőséget, hogy Leonéval dolgozzon. Fonda elfogadta a felkérést, és belevetette magát a szerepbe. Első lépésként barna kontaktlencsét csináltatott, és bajuszt növesztett. Mikor Leone meglátta, azonnal követelte, hogy vágassa le a bajszát, és vegye ki a kontaktlencséket. Neki ugyanis pontosan a közönség által jól ismert Fonda-arcra volt szüksége, nem pedig annak elmaszkírozására. Jill szerepére az 1960-as évek egyik legnépszerűbb olasz filmcsillagát, Claudia Cardinalét szerződtették. Még készen sem volt a forgatókönyv, de Leone már kiválasztotta a szerepre a színésznőt. Meghívta magához Cardinalét, és elmesélte neki a történetet. Claudiát teljesen lenyűgözte az előadása, és a színésznő aláírta a szerződést. Azóta is pályafutása egyik legkedvesebb szerepének tartja Jillt.

Harmonika szerepére Leone Clint Eastwoodot kérte fel, akit tulajdonképpen ő tett sztárrá. A megállapodás ezúttal nem jött létre, ahogyan James Coburnnel sem. (Ő túl sok pénzt kért.) A szerepet Charles Bronson kapta, aki Claudia Cardinale visszaemlékezései szerint különös, zárkózott személyiség volt, ugyanakkor kiváló színész és partner, akárcsak a többiek. Cheyenne szerepét Jason Robardsre osztották. Morton megformálását Gabriele Ferzettire bízták. A színész az olasz kulturális élet kiemelkedő alakja volt, szerepeltetése egy westernben éppoly meglepetés volt, mintha mondjuk Laurence Olivier-t kérték volna fel. A film elején megjelenő három gazfickó szerepét Leone állítólag Hitchcock meglepő és zseniális ötlete alapján akarta kiosztani. Szerette volna, ha Clint Eastwood, Eli Wallach és Lee Van Cleef (előző filmje, A jó, a rossz és a csúf főszereplői) elvállalták volna ezeket a szerepeket, az ötletet azonban nem sikerült megvalósítani. A szerepeket három másik színész kapta. A színes bőrű Woody Strode a Volt egyszer egy Vadnyugat számára is ötleteket adó John Ford-westernekben pozitív szerepeket játszott, megjelenése Leone filmjében mint bandita éppoly meglepetés volt, mint Fondáé. Jack Elam ugyancsak Ford-westernekben tűnt fel. A harmadik banditát játszó Al Mulock még forgatás közben öngyilkos lett, kiugrott szállodai szobája ablakán. A Brett McBaint megformáló Frank Wolff 3 évvel később, egy római hotelben követett el öngyilkosságot.

### A forgatás
A filmet 1968 áprilisa és júliusa között forgatták, zömmel külső helyszíneken. Ezek közül a spanyolországi Almeria és az Egyesült Államokban található Monument Valley voltak a legfontosabbak. (Utóbbi volt John Ford számos westernjének helyszíne is.) Leone a forgatás megkezdése előtt Tonino Delli Colli operatőrrel alaposan bejárta a helyszíneket. Almeria és a Monument Valley színvilága merőben más volt: előbbit a világos olajzöld és a homokszín jellemezte, utóbbit a vörös. Hogy a film képi világában ez az eltérés ne jelentkezzen, zsákszámra hordták a vörös port Amerikából Almeriába. Leone aprólékos figyelme természetesen a díszletekre is kiterjedt. Korabeli fotókat tartalmazó könyvek alapján terveztette meg a díszleteket Carlo Simivel, akivel korábban is dolgozott már. A Volt egyszer egy Vadnyugatban három fontos díszlet volt: az állomás, a McBain farm és Flagstone városa. Ez utóbbi volt persze a legdrágább is, többe került, mint az Egy maréknyi dollárért teljes költségvetése. Pedig Simi még takarékoskodott is: Leone stábja előtt ugyanis Orson Welles forgatta Almeriában a Falstaff (1966) című filmjét, amely után elég sok felhasználatlan faanyag maradt hátra, melynek Simi jó hasznát vette a Volt egyszer egy Vadnyugathoz. A fogadóban játszódó jelenetet viszont a Cinecittàban vették fel. Leone olyan apróságokra is odafigyelt, amelyek a nagytotálokban valószínűleg nem is látszottak volna.
Fontos volt számára a smink és a ruha is. Ügyelt arra, hogy pontosan annyira legyen piszkos a színészek arca és öltözéke, hogy a hatás hihető legyen, ne túlzó. A színészeknek kemény tehertétel volt a forgatás, de senki nem panaszkodott. Gabriele Ferzettinek például Leone rövidre vágatta a haját, és nehéz bőrfűzőt adott rá, amelyben a színész alig tudott mozogni: mintha páncélt viselt volna. A szereplőknek gyakran órákig kellett állniuk a sivatag tűző napján, míg beállítottak egy-egy jelenetet. Leone kompozícióiban ugyanis az arcoknak kiemelt jelentőségük volt, ezért szó sem lehetett arról, hogy a beállítások megtervezésének órái alatt esetleg ne a szereplők álldogáljanak a napfényben. A mesterien megtervezett jelenetekre kitűnő példa a nyitóepizód. Ebben a természet zörejeiből álló kísérőzene fokozza a feszültséget, a főcím elemei pedig oldják. Leone itt gyakran él az arcok és a szemek közelijeivel. A jelenet egyik csúcspontja a legyes epizód: a szemtelen rovar zümmögése egyre idegesebbé teszi az egyik banditát. Ráadásul a légy mintha ingerelni akarná, még a szája szegletére is rárepül. Végül a banditának sikerül pisztolya csövébe zárni a rovart, és már-már átszellemült mosollyal hallgatja tovább a csapdába zárt légy zümmögését. Megpróbálták a jelenetet műléggyel megoldani, de bizonyos helyzetekben muszáj volt igazi rovart „bevetni”. Azzal érték el, hogy a légy valóban a színész szájára szálljon, hogy a férfi ajkát előzőleg mézzel kenték be. A képsor többi részében viszont műlegyet használtak.
Leone stílusára a lassúság (ami nem egyenlő az unalommal!) és a vizualitás jellemző, gyakran kombinál nagyközeliket nagyon széles totálokkal. Sok közelit mutat a színészek arcáról, „táj”-ként mutatja az arcvonásokat, ezzel is kihangsúlyozva ember és környezet szoros egységét. Nappal nagy mélységélességgel dolgozott. Kedvelt módszere volt – a dollár-trilógiában is alkalmazta –, hogy nagyon közel hozta az előtér tárgyait, és a háttér mozgásának kontrasztjával nagyon erőteljes hatást ért el. (Például az előtérben egy arc látható premier plánban, a háttérben pedig egy közelgő vasúti szerelvény.) Az egész film stílusa annyira megkomponált, hogy sokan azt hiszik, Leone storyboarddal dolgozott, de tévednek: a fejében képzelte el az egészet. Ötletei kivitelezésében Tonino Delli Colli operatőr volt méltó partnere: Claudia Cardinale szerint Delli Colli sosem rögtönzött, tudta, mit hogyan kell felvenni. Ismerte a színészek arcát, tisztában volt azzal, hogy a film hatása érdekében kit milyen szögből és megvilágításban lehet jól fényképezni. Delli Colli nézete az volt, hogy a környezet határozza meg a film stílusát. A megkomponáltság egyik jó példája Jill megérkezésének jelenete, melyet ugyancsak Almeriában vettek fel. A nőt hátulról látjuk, amint kimegy az állomásépületből. Mögötte a kamera egyre magasabbra emelkedik, felerősödik a zene, majd a néző szeme elé tárul a még épülő város képe. Delli Colli szerint ez összetett, de nem bonyolult jelenet volt, egyszerűen csak sok ember ténykedését kellett koordinálni.

### A zene
A Volt egyszer egy Vadnyugat zenéjét Ennio Morricone komponálta, akárcsak a dollár-trilógia esetében. A zene hamarabb készen volt, mint a film: Leone Morricone muzsikája alapján tervezte a jeleneteket, illetve figyelembe vette a zenét a vágás során. A zeneszerző mind a 4 főszereplő számára külön témát komponált, és ahogy a figurák kapcsolatba kerültek egymással, úgy ezek a zenei témák is keveredtek. Jill témája készült el legelőször. Külön érdemes beszélni a bevezető jelenet zenéjéről. Ehhez Morricone felerősített természetes hangokat használt. Az ötletet egy természetes hangokra épülő koncert élménye adta: John Cage zenei kísérlete volt ez a koncert, ahol például fémlétra segítségével állítottak elő különböző hangokat. Morricone a Volt egyszer egy Vadnyugat nyitójelenetéhez különféle természetes hangokat variált: nyikorgó szélkerék, zümmögő légy, kattogó telegráf, csöpögő víz, csikorogva érkező vonat. Ezzel nemcsak a jelenet hangulatának megteremtéséhez járult hozzá, hanem a feszültség növeléséhez is. A film zeneszámait idehaza több tévéfilmben is felhasználták, pl.: A labda, Az öreg bánya titka, Megtörtént bűnügyek.

### Motívumok
A film két fő motívuma a vasút és a víz. A vasút eljövetele a kultúra és a civilizáció beköszöntét, egyúttal a Vadnyugat hanyatlását szimbolizálja. A régi világ átadja a helyét az újnak, a marcona revolverhősök helyett az építő-alkotó átlagember kerül a középpontba. A Volt egyszer egy Vadnyugat nosztalgikus pillantás az eltűnőben lévő vadnyugati világra és hőseire. A víz az Élet szimbóluma, nem véletlen, hogy számos jelenetben a női főszereplő, Jill alakjához kapcsolódik, aki egyszerre szimbóluma a nőiességnek, az anyaságnak, a túlélésnek és az újrakezdésnek. A víz nélkülözhetetlen a vasút számára is, és Morton álmaiban ugyancsak központi szerepet játszik: a férfi még életében szeretne vasútjával eljutni a Csendes-óceánig, ám élete és álmai végül egy pocsolya mellett érnek véget, amely ugyancsak fényesen rámutat az olasz vadnyugati filmek keserű és pesszimista látásmódjára, mely természetesen Leone filmekben használt pesszimizmusából jön.
A Vadnyugat haldoklása számos más spagettiwesternben fellelhető. A Nevem: Senki c. klasszikus főszereplőjének Terence Hillnek Henry Fonda volt a partnere, aki itt visszakapta a tisztalelkű becsületes hős szerepét. A filmben Leone is asszisztált, de olyan aktív közreműködéssel, hogy a nézők nem tudják elhinni, hogy nem ő rendezte a filmet. A megöregedett és megfáradt revolverhős szerepét játszó Fonda a 20. század küszöbén átadja a helyét az ifjúnak, aki ragaszkodik a látványos befejezéshez. Az 1973-ban készült komikus alkotás Morricone zenéjével nagyszerűen érzékelteti a Vadnyugat végét, de egyúttal a spagettiwestern hanyatlásának is az előjele volt.
A forgatókönyvírók több híres western alapján dolgozták ki a történetet. A következő felsorolás tartalmazza az ihletadó filmeket, illetve az átvett motívumokat.
- Délidő (1952): A nyitójelenetek hasonlítanak. Fred Zinnemann híres westernjének az elején három bandita (Lee Van Cleef, Sheb Wooley és Robert J. Wilke) várja az állomáson a vezért, akit mellesleg szintén Franknek hívnak. (Ian MacDonald játssza.)
- Ben Wade és a farmer (1957): Delmer Daves alkotásában több olyan motívum szerepel, amelyek a Volt egyszer egy Vadnyugatban is megtalálhatók. Így például a seriff és Cheyenne rövid beszélgetése, amikor a banditát Yuma börtönébe küldik. A rossz fiút Davesnél Glenn Ford játssza, aki általában éppúgy pozitív figurákat formált meg, mint Fonda. A Ford által játszott szereplő az egyik jelenetben elfütyüli a film zenei témáját, ami Leone alkotásában Harmonika alakjára utal. A Ben Wade és a farmer egyik jelenetében éppúgy az emberei akarják megölni a főszereplőt, mint ahogyan Franket a Volt egyszer egy Vadnyugatban.
- Jó fiú és rossz fiú (1961): McBain és az általa megálmodott város, Sweetwater neve ebből a filmből származik. Bertolucci ugyanakkor azt állította, hogy egyszerűen a térképről választott egy városnevet: Sweetwater a valóságban Arizona államban található.
- Johnny Guitar (1954): A Joan Crawford által játszott Vienna adta részben az ötletet Jill személyéhez, míg a Sterling Hayden által megformált címszereplő Harmonika figuráját befolyásolta. A telepesek és a vasút motívuma ugyancsak ebből a filmből származik.
- The Iron Horse (1924): A nyitó, illetve a befejező képsorokban a vonat beérkezése mindkét filmben hasonló beállításokban látható.
- Shane (1953): Joey és apja vadászatának jelenete erősen hasonlít McBain és kisfia, Timmy vadászatának jelenetére a Volt egyszer egy Vadnyugatban. A McBain család temetésének jelenete szinte kockáról kockára ugyanaz, mint a Shane-ben.
- Az üldözők (1956): Leone maga sem tagadta, hogy a McBain család lemészárlását közvetlenül megelőző, veszélyt éreztető képsorok ötlete John Ford filmjéből származik.
- Cowboyháború (1959): Henry Fonda e film végén majdnem ugyanolyan öltözéket visel, mint Leone alkotásában. Ezenkívül a Dorothy Malone által játszott szereplővel olyan beszélgetést folytat az anyákról, mint amilyen Jill és Cheyenne között zajlik le a Volt egyszer egy Vadnyugatban. Végül a film egyik jelenetében Fonda éppúgy kirúgja egy nyomorék ember mankóját a férfi kezéből, ahogyan Mortonnal teszi Leone westernjében.
- A hét mesterlövész (1960): Charles Bronson éppúgy egy darab fát farag az egyik jelenetben, ahogyan a Volt egyszer egy Vadnyugatban is teszi, csak éppen a motivációk mások.
- Aki megölte Liberty Valance-t (1962): A Lee Marvin által játszott Liberty Valance és emberei olyan köpenyeket viselnek, mint Frank és bandája Leone alkotásában. A film választási jelenete meglehetősen hasonlít a Volt egyszer egy Vadnyugat árverési jelenetére.
- Az utolsó napnyugta (1961): A Kirk Douglas és Rock Hudson közötti párbaj erősen emlékeztet Frank és Harmonika végső leszámolására.
- Párbaj a napon (1946): A Lionel Barrymore által játszott figura ihlette Morton alakját Leone filmjében.
- Django (1966): Jill figurájának egyik ihletője a Django női főszereplője Maria, akit Loredana Nusciak játszott. A filmet rendező Sergio Corbucci jó barátja volt Leonénak.

A nem western műfajú filmek közül állítólag Luchino Visconti A párduc (1963) című filmeposza hatott Leonéra. Mellesleg Claudia Cardinale és Paolo Stoppa mindkét filmben szerepelt.

## Változatok
A film az Egyesült Államokban nem startolt túl jól a mozikban. A 165 perces változatot közömbösen vagy egyenesen negatívan fogadták. A Paramount ezért vágásokat rendelt el. 20 percnyi anyagot vágtak ki. Így például teljes egészében kimaradt a Lionel Stander kocsmájában játszódó jelenet. Stander egyébként csak ebben a jelenetben szerepelt, így némileg furcsa, hogy a nevét a rövidebb változat stáblistáján is meghagyták. A rövidítésnek köszönhetően Cheyenne akkor jelenik meg először, amikor Jill a McBain farm ajtajában találkozik vele. Kimaradt az a jelenet is, melyben Morton és Frank megbeszélik, hogy mit tegyenek Jill-lel. Pedig e jelenetnek is megvolt a dramaturgiai funkciója: éreztette a két férfi között mélyülő szakadékot, amely Mortont arra készteti, hogy saját embereit bérelje fel Frank ellen. Jelentősen megrövidítették Morton halálának jelenetét, és teljes egészében kihagyták Cheyenne halálának epizódját. Annak idején a magyar mozikba is ez a változat jutott el, később ehhez készült a klasszikusnak tartott magyar szinkron is, bár a szinkronos változat már tartalmazta a kocsmai jelenetet.
1984-ben a filmet megközelítőleg az eredeti változat szerint állították helyre egy újbóli mozi-, illetve egy későbbi videopremier érdekében. Ez a változat Amerikában kultikus tiszteletnek örvend. Olaszországban a film 168, illetve 171 perces változatban is ismert. A német változat számára kissé szabadon fordították a film egynémely szövegét. Így például abban a jelenetben, amelyben Harmonika visszaemlékezik bátyja halálára, Frank eredetileg azt mondja neki: „Keep your lovin' brother happy”. Ez az egyetlen mondat az eredeti filmben, ami arra utal, hogy az akasztott ember Harmonika bátyja. A német szinkronban e helyett Frank a film német címét mondja Harmonikának: „Spiel mir das Lied vom Tod” (Játszd nekem a halál dalát!) A német közönség évekig abban a hitben volt, hogy a felakasztott férfi Harmonika apja.
Charles Bronsonnak 1968-ban volt még egy filmje a Harc San Sebastianért (főszereplő Anthony Quinn volt), mely a 18. század közepi Mexikóban játszódik. A film szintén közelít a spagettiwestern stílusához és mondanivalóját tekintve hasonló a Volt egyszer egy Vadnyugattal, mivel itt is a fejlődés, a régi világ eltűnése látható, mely változás sajnos szintén vérbe kerül.

## Magyar kritikai visszhang
„Ártalmait nem akarom eltúlozni: egy ilyen ügyesen és nagy anyagi és mesterségbeli ráfordítással elkészített vadnyugati film sikere érthető és indokolt, még ha nagyon meglátszik is rajta, hogy ősi reminiszcenciákból és jól bevált elemek felmelegítéséből táplálkozik. Ellenben sokallom mímelt izgalmait. A marcona arcok és elburjánzott szőrzetek kihalt birodalmában minden olyan feszültségteremtő titokzatossággal indul, mígnem kiderül, hogy a sztoriban nincs két részre való izgalomtöltet. Ám ez a két rész alatt derül ki. Ezért vannak a filmben hatszorosára nyújtott jelenetek, hosszú, néma és hatásvadász zenei aláfestésekkel és szájharmonika-szólókkal megvibráltatott ürességek. Mintha mindig készülne valami… De nem mindig készül. A fontos az, hogy a pisztollyal minden testhelyzetben és módon lehessen telibetalálni, mindegy, hogy kit és miért. Sergio Leone rendező erre nagy gonddal ügyelt.”

(Sas György kritikája. In: Film Színház Muzsika, 1974/5, 1974. február 2., 9. oldal)
Magyar vonatkozásban azonban a Volt egyszer egy Vadnyugat, sőt más olasz westernek hatással lettek Szomjas Györgyre is, aki easternjeiben nagyszerűen be tudja építeni a western elemeit a magyar puszták világába. A Talpuk alatt fütyül a szél, valamint a Rosszemberek ugyanakkor a betyárvilág haldoklásával és ezek sivár, keserű képével foglalkoznak, mind-mind Sergio Leone, Sergio Corbucci és más rendezők hatásait mutatva.

## Díjak és jelölések

### David di Donatello-díj
- 1969 díj Bino Cicogna (legjobb film, megosztva a Lány pisztollyal című filmmel)

### Golden Screen-díj (NSZK)
- 1984 díj az év egyik legsikeresebb mozifilmjének

### Laurel-díj
- 1970 Charles Bronson (3. legjobb férfi mellékszereplő)

### Szaturnusz-díj
- 2004 jelölés Legjobb DVD-kiadás klasszikus filmek kategóriájában